# Pireella falcifolia
Pireella falcifolia är en bladmossart som beskrevs av Edwin Bunting Bartram 1946. Pireella falcifolia ingår i släktet Pireella och familjen Pterobryaceae. Inga underarter finns listade i Catalogue of Life.